# Браун, Кристи
Кристи Браун (англ. Christy Brown; 5 июня 1932 — 7 сентября 1981) — ирландский писатель и художник, рождённый с церебральным параличом и имевший возможность писать и рисовать лишь пальцами одной ноги. Наиболее признанная из его работ — автобиография, озаглавленная «Моя левая нога» и экранизированная в 1989 году с Дэниелом Дэй-Льюисом в оскароносной роли Брауна.

## Биография
Кристи Браун родился в семье ирландских рабочих в госпитале Rotunda Дублина в июне 1932 года. После его рождения врачи установили у ребёнка тяжёлую форму детского церебрального паралича, неврологического заболевания, вызывающего спастику всех конечностей. Несмотря на советы врачей определить его в соответствующее учреждение по реабилитации, родители Кристи решили не поддаваться влиянию и поднять их ребёнка собственными силами вместе с остальными их детьми. В подростковом возрасте социальный работник Катриона Делахунт (Katriona Delahunt) узнала про Кристи и стала регулярно посещать его семью, принося ему книги и краски. Спустя годы Кристи проявил интерес к художественному искусству и литературе. Он проявил необычайную ловкость в управлении парализованными конечностями, научившись писать и рисовать своей левой ногой, которая поддавалась его контролю. Кристи быстро превратился в серьёзного художника.
Несмотря на отсутствие формального школьного образования, Кристи Браун с перерывами посещал школу Святого Брендана Сандимаунда, где с годами он познакомился с доктором Робертом Коллисом. Коллис, позже помог ему, через собственные связи, опубликовать книгу «Моя левая нога».
Когда «Моя левая нога» стала литературной сенсацией, среди множества людей, писавших письма Кристи Брауну, была и замужняя американка Бет Мур (Beth Moore). Кристи и Бет стали регулярно переписываться, и в 1960 году Кристи Браун поехал в отпуск в Северную Америку, остановившись в доме Бет Мур в Коннектикуте. Встретившись вновь в 1965 году, они открыли бизнес. Кристи Браун отправился в Коннектикут вновь, чтобы закончить свой Magnum opus, над которым работал годами, и закончил уже в 1967-м с помощью Бет Мур, благодаря строгому режиму и распорядку дня. Книга была названа «Всегда вниз» и издана в 1970 году, посвящена Бет Мур со словами «Для Бет, которая с мягкой жёсткостью наконец заставила меня дописать эту книгу…» За всё это время его слава распространялась, и Браун стал знаменитостью. По возвращении в Ирландию Браун накопил достаточно средств, чтобы построить и переехать с семьёй сестры в дом за Дублином.
Хотя Браун и Бет планировали расписаться и жить в новом доме, в то же время у Брауна начался роман с англичанкой Мэри Кэрр  которую он встретил в гостях в Лондоне. Браун порвал отношения с Мур и расписался с Кэрр в ЗАГСе Дублина в 1972 году. Они переехали в Stoney Lane, Rathcoole графства Дублин. Браун продолжил писать картины и книги, сочинять стихи и пьесы. В 1974 году вышел его роман «Тень на лето» (A Shadow on Summer), основанный на его отношениях с Мур, с которой он продолжал дружить.

## Культурные ссылки
Экранизация книги «Моя левая нога» (режиссёр Джим Шеридан) была снята в 1989 году по сценарию Шейн Коннотон. Дэниел Дэй-Льюис снялся в роли Кристи Брауна вместе с Брендой Фрикер в роли его матери. Актёры получили премии «Оскар» за сыгранные роли. Фильм также выдвигался на «Оскар» как лучший фильм года, за лучшую режиссуру, а также лучший адаптированный сценарий. Дэниел Дэй-Льюис, готовясь к съёмкам, проводил время в школьной клинике Сандимаунт Дублина, проникаясь жизнью людей с ограниченными возможностями.
Ирландская рок-группа The Pogues отдала дань Кристи Брауну песней под названием «Долой все дни». Это седьмой трек на их альбоме 1989 года Peace and Love. Также U2 выпустила песню под названием «Долой все дни» к 20-летию издания Achtung Baby.